# Лижні перегони на зимових Азійських іграх 1996
Змагання з лижних перегонів на зимових Азійських Іграх 1996 проводилися в Харбіні (Китай). Було проведено загалом 6 змагань — по три для жінок і чоловіків.

## Медалісти
Чоловіки
| Дисципліна             | Золото                                                | Срібло                      | Бронза                        |
| ---------------------- | ----------------------------------------------------- | --------------------------- | ----------------------------- |
| 10 км, класичний стиль | Павло Рябінін Казахстан                               | Володимир Бортсов Казахстан | Пак Бьон Чхоль Південна Корея |
| 15 км, вільний стиль   | Павло Рябінін Казахстан                               | Цюй Дунхай Китай            | Володимир Бортсов Казахстан   |
| 4 × 10 км, естафета    | Казахстан Володимир Бортсов Самат Мусін Павло Рябінін | Японія                      | Китай                         |

Жінки
| Дисципліна            | Золото                                           | Срібло                                                  | Бронза                    |
| --------------------- | ------------------------------------------------ | ------------------------------------------------------- | ------------------------- |
| 5 км, класичний стиль | Оксана Яцкая Казахстан                           | Суміко Йокояма Японія                                   | Єлена Чернецова Казахстан |
| 10 км, вільний стиль  | Суміко Йокояма Японія                            | Ю Шумей Китай                                           | Го Дунлін Китай           |
| 4 × 5 км, естафета    | Китай Го Дунлін Луан Чженрон Ван Цзінфен Ю Шумей | Казахстан Єлена Чернецова Светлана Шишкіна Оксана Яцкая | Японія                    |

## Таблиця медалей
| Місце | Країна         | Золото | Срібло | Бронза | Загалом |
| ----- | -------------- | ------ | ------ | ------ | ------- |
| 1     | Казахстан      | 4      | 2      | 2      | 8       |
| 2     | Китай          | 1      | 2      | 2      | 5       |
| 3     | Японія         | 1      | 2      | 1      | 4       |
| 4     | Південна Корея | 0      | 0      | 1      | 1       |
| Разом | Разом          | 6      | 6      | 6      | 18      |

## Результати

### Чоловіки

#### 10км, класичний стиль
| Місце | Атлет                         | Час     |
| ----- | ----------------------------- | ------- |
| 1     | Павло Рябінін Казахстан       | 29.11.7 |
| 2     | Володимир Бортсов Казахстан   | 29.40.7 |
| 3     | Пак Бьон Чхоль Південна Корея | 30.11.5 |

#### 15км, вільний стиль
| Місце | Атлет                       | Час     |
| ----- | --------------------------- | ------- |
| 1     | Павло Рябінін Казахстан     | 40.19.1 |
| 2     | Цюй Дунхай Китай            | 40.41.7 |
| 3     | Володимир Бортсов Казахстан | 41.04.2 |

#### 4 × 10км, естафета
| Місце | Атлет                                                 | Час     |
| ----- | ----------------------------------------------------- | ------- |
| 1     | Казахстан Володимир Бортсов Самат Мусін Павло Рябінін | 1:56.08 |
| 2     | Японія                                                | 1:57.25 |
| 3     | Китай                                                 | 1:57.36 |

## Результати

### Жінки

#### 5км, класичний стиль
| Місце | Атлет                     | Час     |
| ----- | ------------------------- | ------- |
| 1     | Оксана Яцкая Казахстан    | 16.24.5 |
| 2     | Суміко Йокояма Японія     | 16.44.4 |
| 3     | Єлена Чернецова Казахстан | 16.58.1 |

#### 10км, вільний стиль
| Місце | Атлет                 | Час     |
| ----- | --------------------- | ------- |
| 1     | Суміко Йокояма Японія | 30.14.0 |
| 2     | Ю Шумей Китай         | 30.16.0 |
| 3     | Го Дунлін Китай       | 31.23.6 |

#### 4 × 5км, естафета
| Місце | Атлет                                                   | Час       |
| ----- | ------------------------------------------------------- | --------- |
| 1     | Китай Го Дунлін Луан Чженрон Ван Цзінфен Ю Шумей        | 1:04.43   |
| 2     | Казахстан Єлена Чернецова Светлана Шишкіна Оксана Яцкая | 1:06.54.5 |
| 3     | Японія                                                  | 1:06.54.7 |